# فرودگاه صحرایی گیلسپی
فرودگاه صحرایی گیلسپی (به انگلیسی: Gillespie Field) یک فرودگاه همگانی بهره‌برداری هوایی با کد یاتا SEE است که یک باند فرود آسفالت دارد و طول باند آن ۱۶۲۸ متر است. این فرودگاه در شهر سن دیگو کشور ایالات متحده آمریکا قرار دارد و در ارتفاع ۱۱۸ متری از سطح دریا واقع شده‌است.